# Lappmarkens första kontrakt
Lappmarkens första kontrakt var ett kontrakt inom Svenska kyrkan i Luleå stift. Det upphörde 31 december 1961

## Administrativ historik
Kontraktet bildades 1906 från Södra lappmarkens kontrakt med
- Åsele församling
- Dorotea församling
- Fredrika församling
- Vilhelmina församling
- Lycksele församling
- Örträsks församling
- Risbäcks församling

31 december 1961 upphörde detta kontrakt då Fredrika och Åsele församlingar övergick till Öre kontrakt och övriga övergick till Lycksele kontrakt

## Kontraktsprostar
| Ämbetstid | Namn                  | Levnadstid | Övrigt                            |
| --------- | --------------------- | ---------- | --------------------------------- |
| 1939–1950 | Hugo Emanuel Berlin   | 1875–1963  | Kyrkoherde i Lycksele församling. |
| 1953–1955 | Bertil August Clausén | 1905–      | Kyrkoherde i Lycksele församling. |